# Volkswagen Passat B7
Volkswagen Passat B7 — сьоме покоління автомобілів сімейства Volkswagen Passat, яке вперше було представлене 2 жовтня 2010 року на Паризькому автосалоні. В Китаї модель називається Volkswagen Magotan.
Паралельно з Passat B7 для ринків США, Південної Кореї і Китаю пропонується самостійна модель Volkswagen Passat (NMS), яка нічого спільного з Passat B7 не має.

## Екстер'єр
| Зірки в Euro NCAP з Краш-тесту |

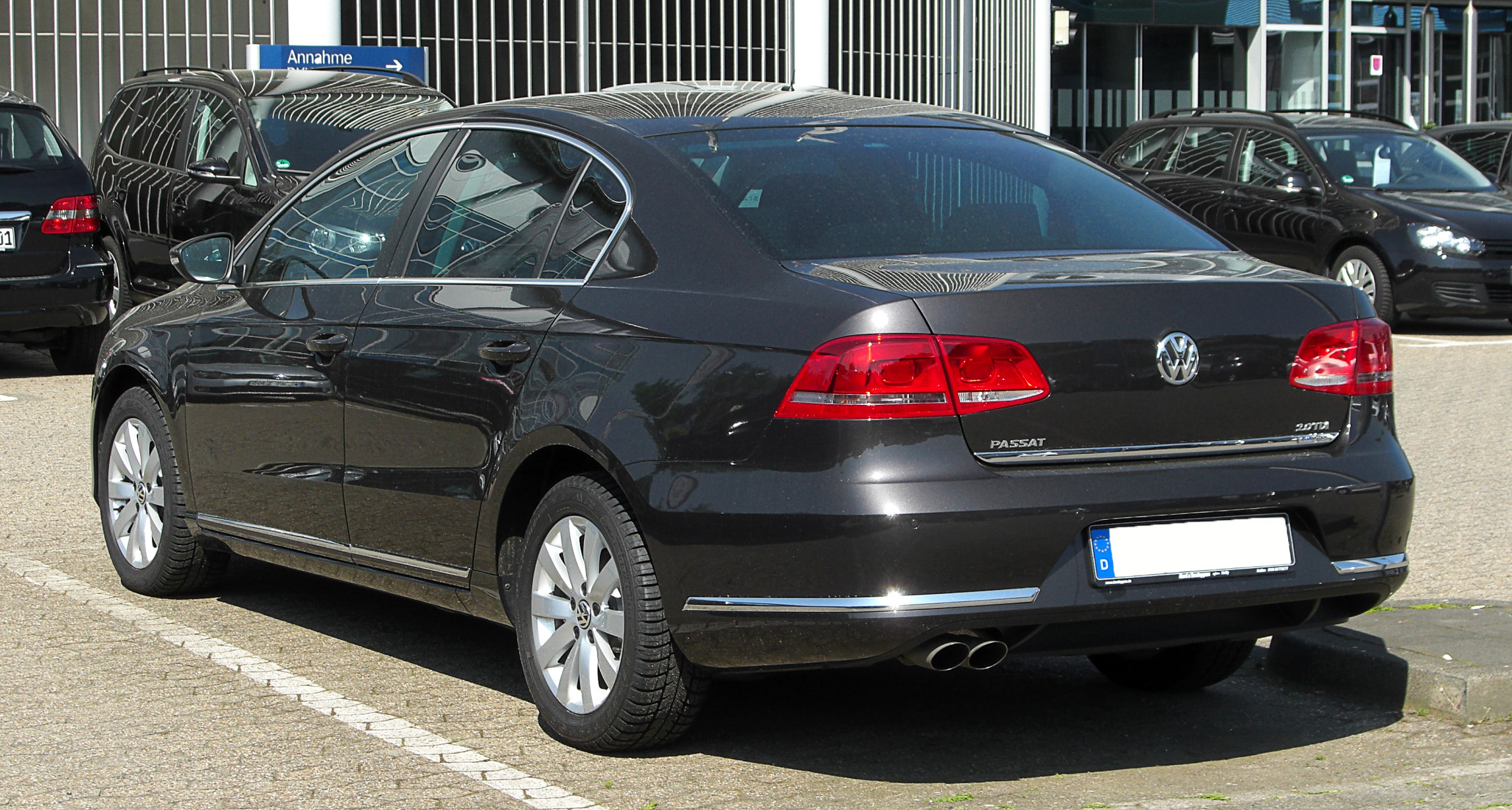
Volkswagen Passat B7 седан

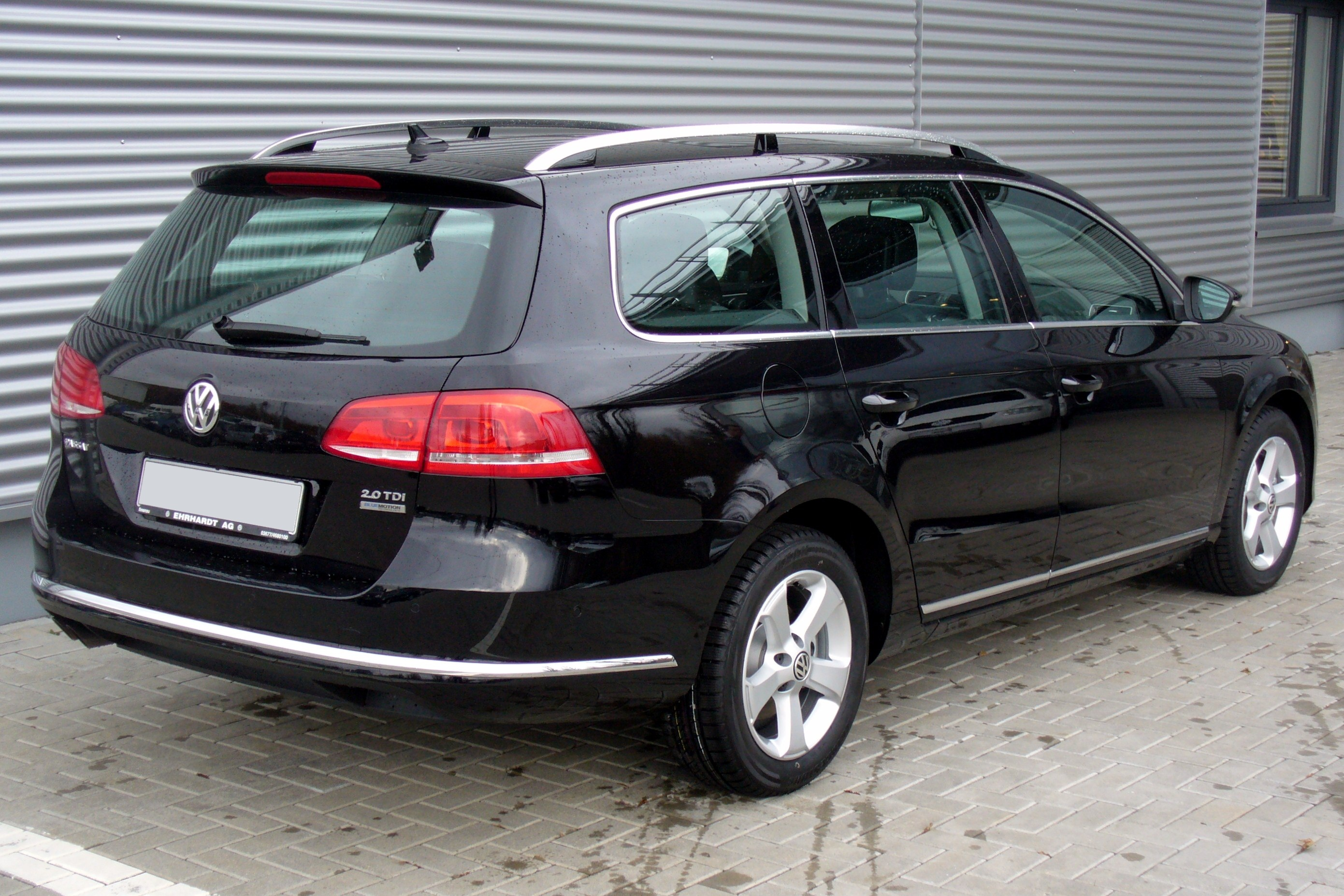
Volkswagen Passat B7 Variant, вигляд ззаду

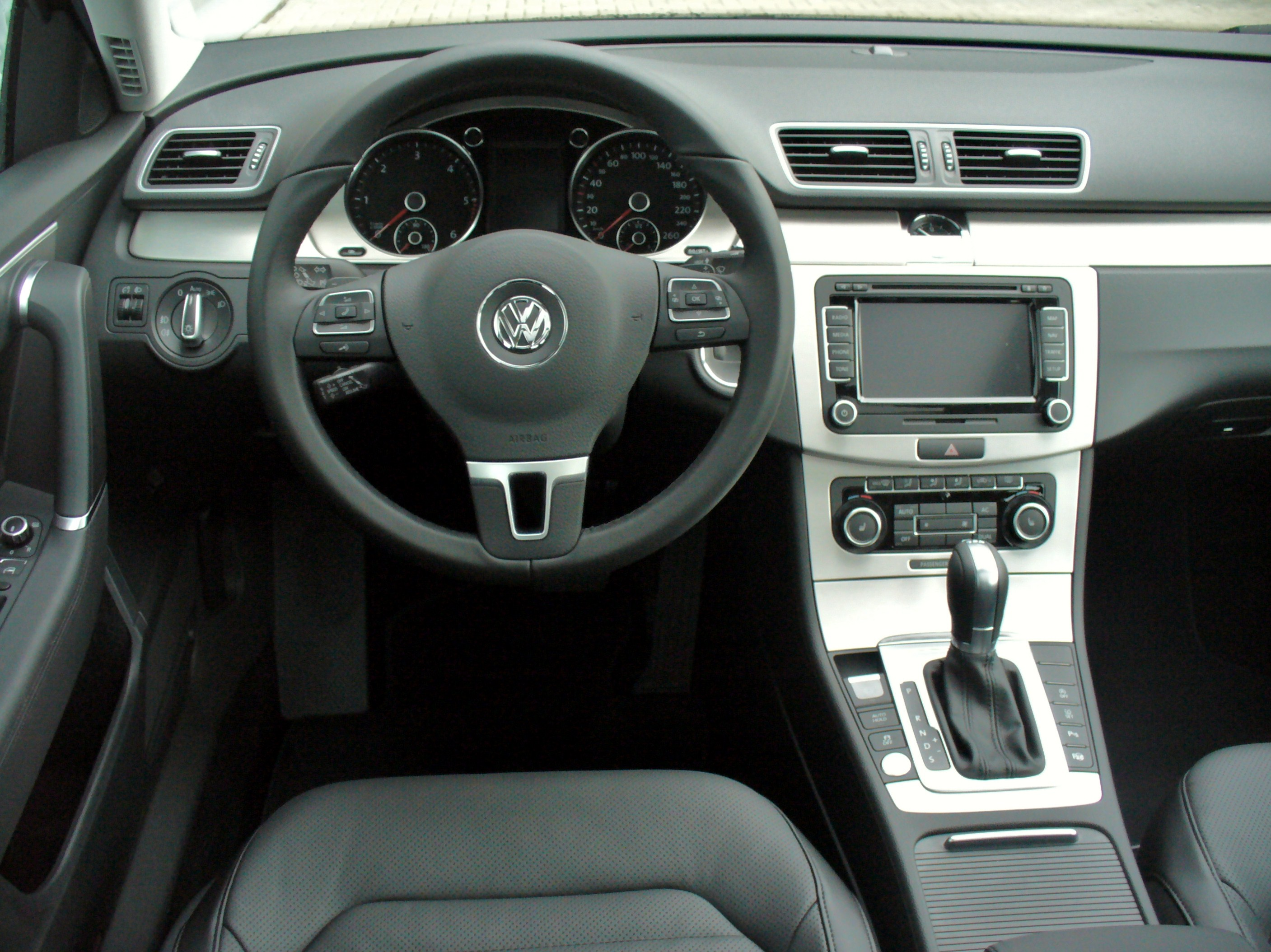
Інтер'єр

У порівнянні із попередньою моделлю змінилася передня та задня світлотехніка.
Розміри кузова седана 7-го покоління збільшено в довжину на 4 мм (4769 мм), у висоту на 2 мм (1474 мм), ширина залишена без змін (1820 мм). Універсал Passat B7 Variant: висота збільшена на 4 мм (1521 мм), довжина зменшена на 4 мм (4770 мм), не змінено об'єм багажника в 600 л. (при стандартному положенні задніх сидінь).

## Інтер'єр
Дещо видозмінена приладова панель та панелі дверей, також встановлені нові сидіння, для яких у вигляді опції передбачені вбудовані масажери і вентиляція, передбачена підсвітка салону та аналоговий годинник.

## Базове обладнання
Стандартне оснащення моделі S включає в себе: литі диски, передні і задні електросклопідйомники, мультифункціональне рульове колесо, радіо і МР3, 8 динаміків, USB-порт, дзеркала з підігрівом, клімат-контроль, кондиціонер, крісла водія і переднього пасажира з регулюванням по висоті, автоматичне відкриття багажника, систему старт-стоп, систему рекуперації енергії при гальмуванні, подушки безпеки водія і переднього пасажира, галогенні фари.
Базова комплектація модифікації SE включає в себе: 17-дюймові литі диски, Bluetooth, цифрове радіо DAB, декоративні хромовані вставки, 6-позиційне електроприводне водійське крісло, круїз-контроль і датчик дощу.
Модифікація Sport у стандартній версії оснащена: сенсорним екраном навігаційної системи, двозонним клімат-контролем, передніми спортивними сидіннями, спортивною підвіскою і передніми протитуманними фарами.

## Технічні характеристики
Всі нові моделі, за винятком — базової із двигуном 1,4 TSI, оснащені генератором, який включається, тільки коли потрібно зарядити акумулятор.

### Бензинові
|                                               | 1.4 TSI                                                                            | 1.4 TSI природний газ                                                              | 1.8 TSI                                                                            | 2.0 TSI                                                                            | 3.6 V6                                                                    |
| --------------------------------------------- | ---------------------------------------------------------------------------------- | ---------------------------------------------------------------------------------- | ---------------------------------------------------------------------------------- | ---------------------------------------------------------------------------------- | ------------------------------------------------------------------------- |
| Період виробництва:                           | з 11/2010                                                                          | з 11/2010                                                                          | з 11/2010                                                                          | з 11/2010                                                                          | з 11/2010                                                                 |
| Двигун:                                       | Чотири-циліндровий бензиновий двигун, рядний із безпосереднім упорскуванням палива | Чотири-циліндровий бензиновий двигун, рядний із безпосереднім упорскуванням палива | Чотири-циліндровий бензиновий двигун, рядний із безпосереднім упорскуванням палива | Чотири-циліндровий бензиновий двигун, рядний із безпосереднім упорскуванням палива | Шестициліндровий бензиновий двигун VR-типу, з безпосереднім упорскуванням |
| Система живлення:                             | Турбонаддув                                                                        | TSI                                                                                | Турбонаддув                                                                        | Турбонаддув                                                                        | —                                                                         |
| Об'єм:                                        | 1390 см³                                                                           | 1390 см³                                                                           | 1798 см³                                                                           | 1984 см³                                                                           | 3597 см³                                                                  |
| макс. Потужність при об/хв:                   | 90 кВт (122 к.с.)/ 5000                                                            | 110 кВт (150 к.с.)/ 5500                                                           | 118 кВт (160 к.с.)/ 5000–6200                                                      | 155 кВт (211 к.с.)/ 5300–6200                                                      | 220 кВт (300 к.с.)/ 6600                                                  |
| макс. Крутний момент при об/хв:               | 200 Нм/ 1500–4000                                                                  | 220 Нм/ 1500–4500                                                                  | 250 Нм/ 1500–4200                                                                  | 280 Нм/ 1700–5200                                                                  | 350 Нм/ 2400–3500                                                         |
| Привід, стандарт:                             | Передній                                                                           | Передній                                                                           | Передній                                                                           | Передній                                                                           | Повний                                                                    |
| Коробка передач, стандарт:                    | 6-ступінчаста механічна                                                            | 6-ступінчаста механічна                                                            | 6-ступінчаста механічна                                                            | 6-ступінчаста механічна                                                            | 6-ступінчаста-DSG                                                         |
| Коробка передач, опція:                       | 7-ступінчаста-DSG                                                                  | 7-ступінчаста-DSG                                                                  | 7-ступінчаста-DSG                                                                  | 6-ступінчаста-DSG                                                                  | —                                                                         |
| Споряджена маса:                              | 1440–1507 кг                                                                       | 1598–1647 кг                                                                       | 1502–1551 кг                                                                       | 1537–1582 кг                                                                       | 1722–1773 кг                                                              |
| Максимальна вантажопідйомність:               | 624–678 кг                                                                         | 596–599 кг                                                                         | 603–655 кг                                                                         | 598–656 кг                                                                         | 593–622 кг                                                                |
| Розгін 0—100 км/год, секунд:                  | 10,3–10,6                                                                          | 9,8–9,9                                                                            | 8,5–8,7                                                                            | 7,6–7,7                                                                            | 5,5–5,7                                                                   |
| Максимальна швидкість:                        | 200–205 км/год                                                                     | 212–214 км/год                                                                     | 218–220 км/год                                                                     | 233–238 км/год                                                                     | 250 км/год                                                                |
| Витрата палива на 100 км (комбінований цикл): | 5,9–6,4 л                                                                          | 4,3 кг прир. газу                                                                  | 6,9–7,1 л                                                                          | 7,2–7,9 л                                                                          | 9,3 л                                                                     |
| CO2-викиди, комбінований цикл:                | 138–149 г/км                                                                       | 117–119 г/км                                                                       | 160–165 г/км                                                                       | 169–183 г/км                                                                       | 215 г/км                                                                  |
| Екологічна норма по Євро-кваліфікації:        | Євро 5                                                                             | Євро 5                                                                             | Євро 5                                                                             | Євро 5                                                                             | Євро 5                                                                    |

### Дизельні
|                                               | 1.6 TDI                                                                                          | 2.0 BlueTDI                                                                                      | 2.0 TDI                                                                                          | 2.0 TDI                                                                                          |
| --------------------------------------------- | ------------------------------------------------------------------------------------------------ | ------------------------------------------------------------------------------------------------ | ------------------------------------------------------------------------------------------------ | ------------------------------------------------------------------------------------------------ |
| Період виробництва:                           | з 11/2010                                                                                        | з 01/2011                                                                                        | з 11/2010                                                                                        | з 11/2010                                                                                        |
| Двигун:                                       | Чотири-циліндровий рядний дизельний двигун із безпосереднім упорскуванням палива, сажевий фільтр | Чотири-циліндровий рядний дизельний двигун із безпосереднім упорскуванням палива, сажевий фільтр | Чотири-циліндровий рядний дизельний двигун із безпосереднім упорскуванням палива, сажевий фільтр | Чотири-циліндровий рядний дизельний двигун із безпосереднім упорскуванням палива, сажевий фільтр |
| Система живлення:                             | Турбонаддув                                                                                      | Турбонаддув                                                                                      | Турбонаддув                                                                                      | Турбонаддув                                                                                      |
| Об'єм:                                        | 1598 см³                                                                                         | 1968 см³                                                                                         | 1968 см³                                                                                         | 1968 см³                                                                                         |
| макс. Потужність при об/хв:                   | 77 кВт (105 к.с.)/ 4400                                                                          | 103 кВт (140 к.с.)/ 4200                                                                         | 103 кВт (140 к.с.)/ 4200                                                                         | 125 кВт (170 к.с.)/ 4200                                                                         |
| макс. Крутний момент при об/хв:               | 250 Нм/ 1500–2500                                                                                | 320 Нм/ 1750–2500                                                                                | 320 Нм/ 1750–2500                                                                                | 350 Нм/ 1750–2500                                                                                |
| Привід, стандарт:                             | Передній                                                                                         | Передній                                                                                         | Передній                                                                                         | Передній                                                                                         |
| Привід, опція:                                | —                                                                                                | —                                                                                                | Повний                                                                                           | Повний                                                                                           |
| Коробка передач, стандарт:                    | 6-ступінчаста механічна                                                                          | 6-ступінчаста механічна                                                                          | 6-ступінчаста механічна                                                                          | 6-ступінчаста механічна                                                                          |
| Коробка передач, опція:                       | —                                                                                                | 6-ступінчаста-DSG                                                                                | 6-ступінчаста-DSG                                                                                | 6-ступінчаста-DSG                                                                                |
| Споряджена маса:                              | 1499–1543 кг                                                                                     | 1580–1648 кг                                                                                     | 1532–1656 кг                                                                                     | 1591–1687 кг                                                                                     |
| Максимальна вантажопідйомність:               | 616–652 кг                                                                                       | 625–667 кг                                                                                       | 628–689 кг                                                                                       | 614–668 кг                                                                                       |
| Розгін 0—100 км/год, секунд:                  | 12,2–12,5                                                                                        | 9,8–10,0                                                                                         | 9,8–10,1                                                                                         | 8,5–8,8                                                                                          |
| Максимальна швидкість:                        | 193–195 км/год                                                                                   | 208–213 км/год                                                                                   | 207–211 км/год                                                                                   | 217–227 км/год                                                                                   |
| Витрата палива на 100 км (комбінований цикл): | 4,3–4,4 л диз. пал.                                                                              | 4,7–5,3 л диз. пал.                                                                              | 4,6–5,3 л диз. пал.                                                                              | 4,6–5,6 л диз. пал.                                                                              |
| CO2-викиди, комбінований цикл:                | 114–116 г/км                                                                                     | 123–139 г/км                                                                                     | 119–139 г/км                                                                                     | 120–149 г/км                                                                                     |
| Екологічна норма по Євро-кваліфікації:        | Євро 5                                                                                           | Євро 6                                                                                           | Євро 5                                                                                           | Євро 5                                                                                           |

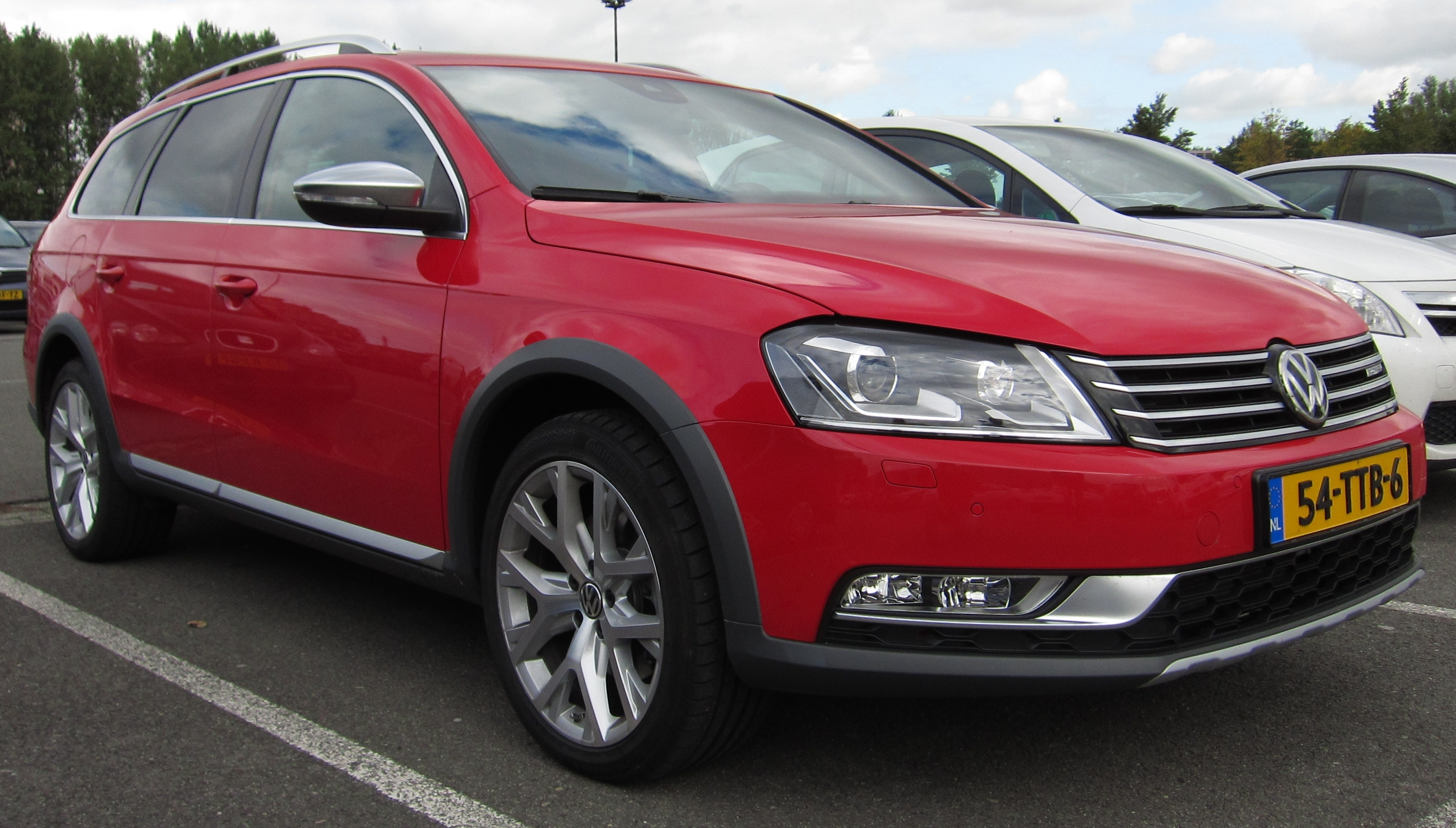
Volkswagen Passat Alltrack

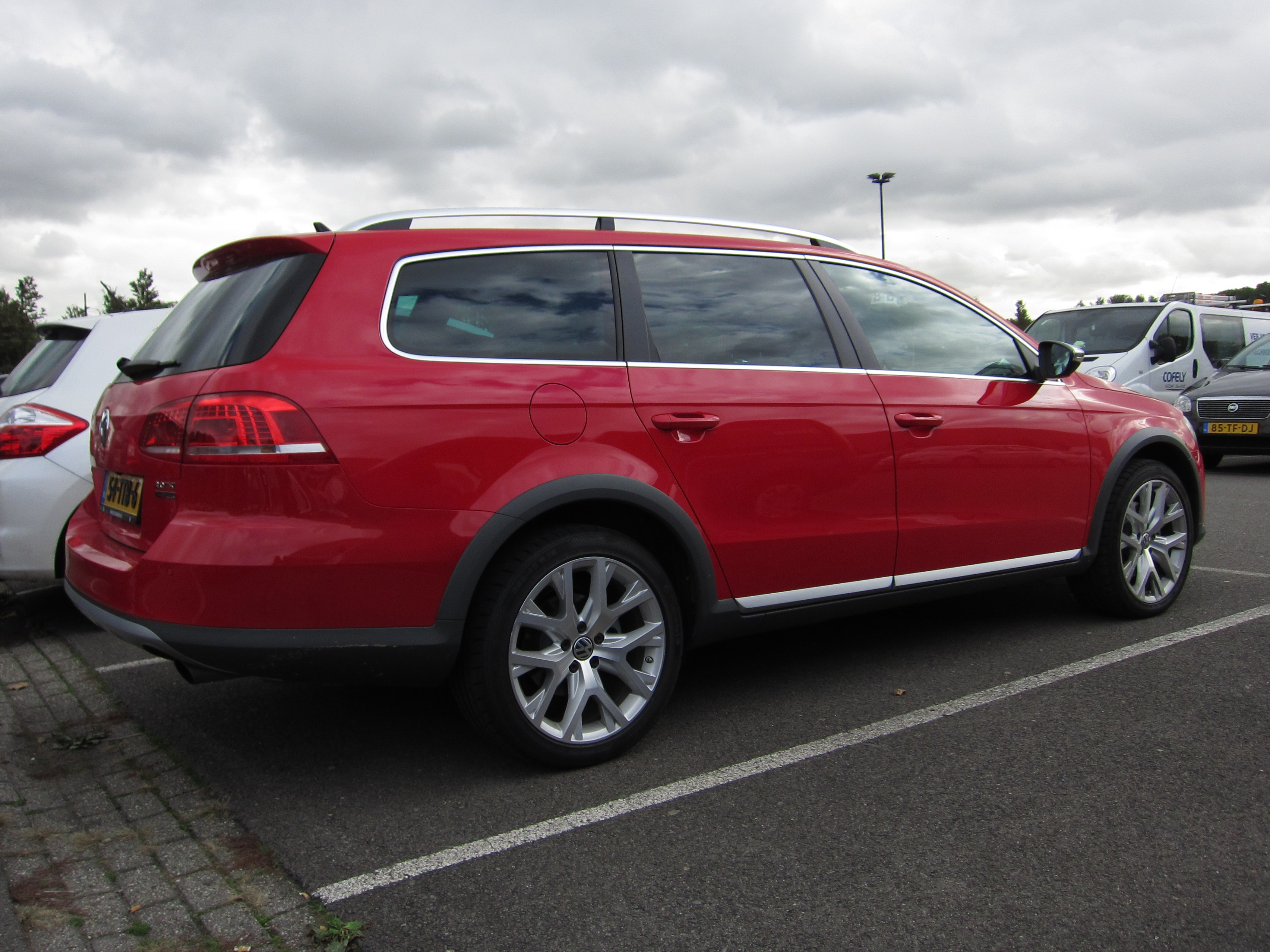
Volkswagen Passat Alltrack

## Passat Alltrack
На Токійському автосалоні 2011 року був предсталений Volkswagen Passat Alltrack, що являє собою кросовер розроблений на основі моделі Passat Variant B7, автомобіль мав на меті скласти конкуренцію Subaru Outback і Volvo XC70.